# تعويم زبدي
التعويم الزَّبَديّ أو طَفْوُ الزَّبَد من الطرائق المتطورة في عمليات التركيز للخامات التي ليس فيها اختلاف في الخواص الطبيعية: كالمِغناطيسية، والكثافة؛ فإنها تعتمد على تغيير طبيعة أحد معادن الفصل.
- وهي من أكثر العمليات تكلِفة؛ فهي تحتاج إلى كواشف تعويم (reagent) بشدة حتى تَجريَ العملية.

## ميكانيكية عملية التعويم
يتم تغيير طبيعية أحد الملحين من محب للماء (hydrophilic) بمعنى انه يغطس في الماء إلى كاره للماء (hydrophobic) بمعنى انه لا يغطس في الماء وذلك بامتزاز عامل مساعد على سطحه هذا العامل يسمى المجمع (collector) حيث يغيير من طبيعته ويجعلة كاره للماء وعن طريق ضخ هواء من خلال الانابيب تتكون فقاعات في الماء وتصعد هذه الفقاعات في السطح وتاخذ معها الملح الكارة للماء .

## خطوات عمليةالطفوالرغوي للفصل بين البوتاس والملح الصخرى
1. طحن الخام إلى مسحوق ناعم.
2. اعداد وسط التعويم وذلك بازالة المواد التي تعوق وصول المجمع إلى سطح البوتاس عن طريق اختلاف الشحنة .
3. وضع الملحين في الماء ويترك الوسط فتره قليله حتى يتجانس الملحين مع الماء.
4. وضع الخليط في خلية التعويم واضافة المجمع الذي يشكل غشاء مانع للبلل حول جسيمات البوتاس فقط.
5. عن طريق التقليب وضح الهواء عن طريق انابيب تتكون فقاعات فتحمل معها البوتاس (الملح الكاره للماء) إلى اعلى وتتكون رغوة .
6. يضاف عامل رغوي لأجل تثبيت الرغوة مثل: زيت الصنوبر أو الاوكاليبتوس.
7. يتم كشط الرغوة المحملة بالبوتاس من على السطح بينما يبقى الملح الجيرى في القاع.
8. يوخذ البوتاس بعد ذلك ويغسل ثم يخفف وتجرى علية عمليات الاستخلاص المناسبة.